# Abberton (Worcestershire)
Pour les articles homonymes, voir Abberton.
Abberton est un village et une paroisse civile du Worcestershire, en Angleterre. Il est situé dans l'est du comté, à une quinzaine de kilomètres à l'est du centre-ville de Worcester. Administrativement, il relève du district de Wychavon.

## Toponymie
Le toponyme Abberton provient du vieil anglais et désigne une ferme (tūn) liée à un homme du nom d'Eadberht. Il est attesté sous la forme Eadbrihtincgtun en 972. Dans le Domesday Book, compilé en 1086, le village figure sous le nom Edbretintune.

## Histoire
La première mention écrite d'Abberton est une charte datée de 972. Ce document enregistre une série de donations à l'abbaye de Pershore par le roi d'Angleterre Edgar, dont un terrain de 4 hides à Abberton. Abberton appartient toujours à l'abbaye de Pershore à la fin du XIe siècle, comme en témoigne le Domesday Book, compilé à la fin du règne de Guillaume le Conquérant. Ce document décrit Abberton comme un petit village d'environ 4 feux.
Dans le cadre de la dissolution des monastères, l'abbaye de Pershore est fermée en 1539 et le domaine d'Abberton est confisqué par la couronne anglaise. La famille Sheldon en fait l'acquisition en 1544. Le manoir d'Abberton Hall devient par la suite la résidence du député William Laslett (1799-1884).

## Démographie
Lors du recensement de 2011, la population de la paroisse civile d'Abberton, inférieure à 100 habitants, est comptée avec celle du village voisin de Rous Lench. Leur population s'élève à 369 habitants.
| Année      | 1801 | 1811 | 1821 | 1831 | 1841 | 1851 | 1881 | 1891 | 1901 | 1911 | 1921 | 1931 | 1951 | 1961 |
| Population | 86   | 88   | 82   | 90   | 81   | 80   | 92   | 95   | 90   | 72   | 74   | 67   | 72   | 67   |

## Culture locale et patrimoine
L'église paroissiale d'Abberton est dédiée à Eadburh de Winchester, ou bien à l'une des autres saintes anglo-saxonnes portant le nom d'Eadburh. Construite au XIVe siècle dans le style gothique décoratif, elle est reconstruite au XIXe siècle par l'architecte William Hopkins (en). C'est un monument classé de Grade II depuis 1965.
Le manoir d'Abberton Hall (en), lui aussi monument classé de Grade II depuis 1972, remonte au XVIIe siècle.

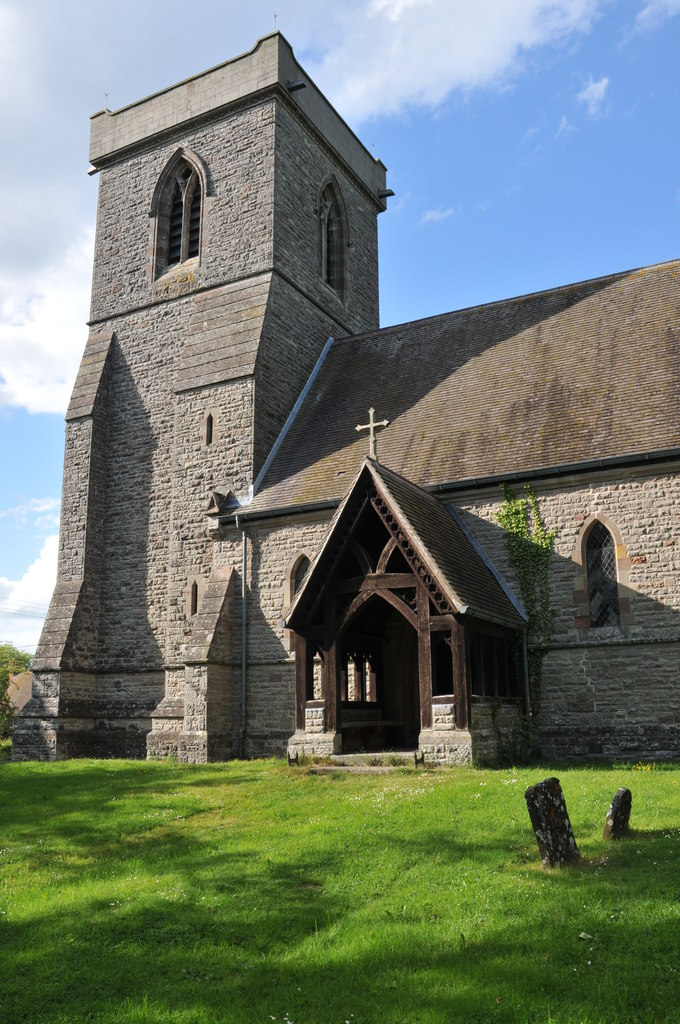
L'église Sainte-Edburga.
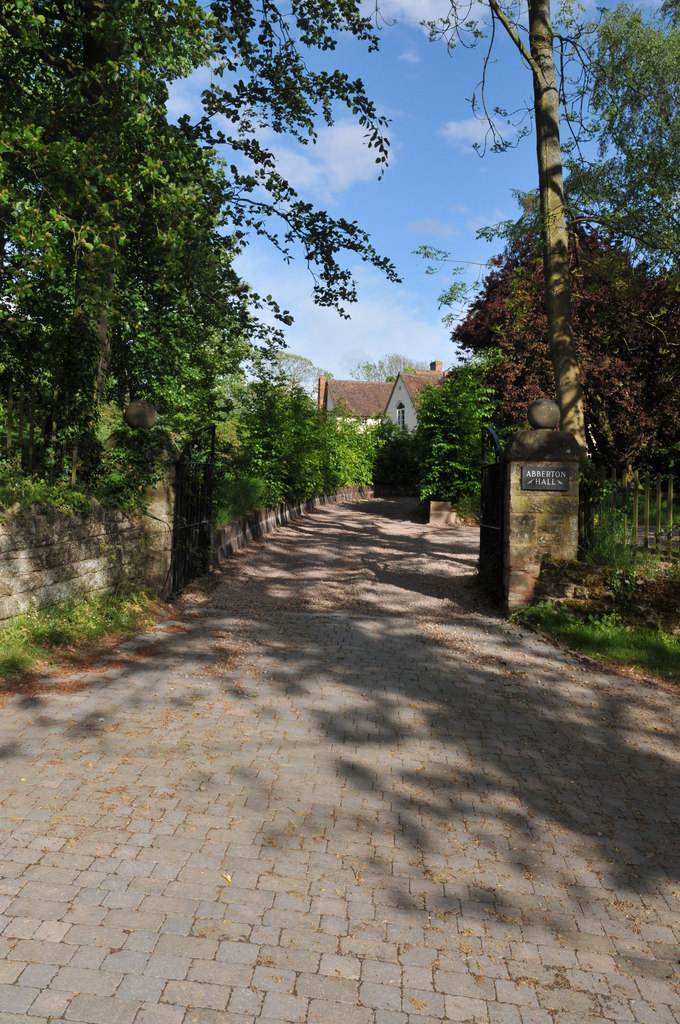
L'entrée d'Abberton Hall.